# عضلات ممشطية
العضلات الممشطية هي تعرجات متوازية في جدران الأذينين للقلب. وسميت بالممشطية بسبب تشابهها بأسنان المشط كما هو الحال في ممشط.
في الأذين الأيسر تكون العضلات الممشطية أقل وأصغر حجما من تلك الموجودة في الأذين الأيمن، ويقتصر وجودها فقط في الجدار الداخلي للزائدة الأذينية. تفيد بعض المصادر أن العضلات الممشطية مفيدة في زيادة قوة الانقباض بدون زيادة كتلة القلب بشكل كبير.
تختلف العضلات الممشطية عن الترابيق اللحمية الموجودة في الجدران الداخلية لكل من البطينين. حيث تنشأ العضلات الممشطية من العرف الانتهائي

## وصلات خارجية
- -2066743237 في مفكرة المُمارِس العام
- grossanatomy/dissector/labs/thorax/heart/he3_1b.htm في موقع (MedEd) التابع لجامعة لويولا.
- صور تشريحية:20:13-0104 في مركز داونستيت الطبي التابع لجامعة نيويورك
- أطلس تشريح جامعة ميشيغان ht_rt_atrium - "Right atrium, internal structure, anterior view"